# かがやきフェス
かがやきフェスは、2023年より石川県金沢市で開催されている女性アイドルのライブイベント。

## 概要
本多の森北電ホールと金沢市内のライブハウス（2023年2会場、2024年4会場）で開催されるサーキット型イベント。2023年には70組、2024年には115組のアイドルが出演、二日間開催で延べ6000人のアイドルファンが集まった。2025年の開催も決定している。
主催はかがやきフェス実行委員会、企画・制作はほくりくアイドル部を運営するアンサー・エンタテインメント。丸井織物（本社・中能登町）によるオリジナルTシャツ作成サービス・UP-Tが特別協賛しており、正式名称は「UP-T presents かがやきフェス」。

## 2023年
- 日程：8月19・20日
- 会場：本多の森北電ホール[注釈 1]、Eight Hall、金沢GOLD CREEK
  - 本多の森北電ホールとライブハウス2会場に近い片町との間に会場周遊バスを運行

### 出演者
計70組（太字は本多の森北電ホールに出演）
- i-COL
- アイドルカレッジ
- IDOLATER
- I MY ME MINE
- IM Zip
- iLiFE!
- Aqueur
- アルテミスの翼
- Ange☆Reve
- いぎなり東北産
- elsy
- オモテカホ
- cana÷biss
- 仮面女子
- カラフルスクリーム
- 君に、胸キュン。
- CANDY TUNE
- Kus Kus
- CROWN POP
- Gran☆Ciel
- KNUoNEW
- Shibu3 project
- Sharply♯ × Flutter♭
- ジャンピン
- Symdolick
- SW!CH
- SUPER☆GiRLS
- 透色ドロップ
- ストナビダンススクール（かがやきキッズ枠）
- Strawberry Girls
- SAISON
- Task have Fun
- CHERRY GIRLS PROJECT
- 昼夜逆転
- 月に足跡を残した6人の少女達は一体何を見たのか…
- つばきファクトリー
- DEMO
- テラス×テラス
- #ドレミファソラシード
- ナナランド
- 虹のコンキスタドール
- 西金沢少女団
- notall
- のらりくらり
- のんふぃく！
- ハープスター
- 蜂蜜★皇帝
- 花いろは
- #ババババンビ
- 翡翠キセキ
- fishbowl
- フィロソフィーのダンス
- FES☆TIVE
- フューチャーサイダー
- FRUITS ZIPPER
- Plumelt
- POEM
- BOY MEETS HARU
- ほくりくアイドル部
- Pomdoll チアダンススタジオ uni（かがやきキッズ枠）
- 松山あおい
- ミームトーキョー
- 宮本佳林
- #Mooove!
- metarium
- METAMUSE
- #よーよーよー
- ラブアグレッション
- LOVE CCiNO
- LYSM
- LIMITLESS PINK
- Lily of the valley
- Onephony

## 2024年
- 日程：9月7・8日
- 会場：本多の森北電ホール、Eight Hall、金沢AZ、ダブル金沢、金沢GOLD CREEK、しいのき迎賓館（リストバンド交換所、特典会会場）
- 9月7日にはREDSUNで「KO-RIN KO-RIN supported by かがやきフェス」（協力：かがやきフェス）を開催。

### 出演者
計115組（太字は本多の森北電ホールに出演、※は「KO-RIN KO-RIN」にも出演）
- iSPY※
- ideal peco※
- アイドルカレッジ
- I MY ME MINE
- IM Zip
- iLiFE!
- Aqueur
- AQUAPLANET
- アクターズスタジオグループ
- あたまのなかは8ビット!?
- アップアップガールズ（仮）
- アップアップガールズ（プロレス）
- Adorable Punch※
- あの日見たラッキースター
- 雨のち、ハレーション
- THE ENCORE
- Ange☆Reve
- いしかわ元気応援隊 ジャンピン
- ukka
- 衛星とカラテア
- AKB48 かがやきフェス2024選抜
- NGT48
- OS☆U
- THE ORCHESTRA TOKYO
- オモテカホ
- かがやき from ほくりくアイドル部
- 柏木由紀
- 仮面女子
- かすみ草とステラ
- カラフルスクリーム
- 可憐なアイボリー
- 可愛いって言わないと呪う！
- 君と見るそら
- 君に、胸キュン
- 逆転ねこぱんちっ！
- Quest Ship※
- グットクルー
- クマリデパート
- 恋音クロシェット
- さくらいと
- C;ON
- ジエメイ
- SITRA.※
- Shibu3 project
- Jewel☆Garden
- Shupines※
- しろもん
- Symdolick
- SW!CH
- すーぱーぷーばぁー!!※
- ZooZooZoo※
- SUPER☆GiRLS
- ストナビダンススクール
- ぜろから☆すた→と
- 太陽と踊れ月夜に唄え
- 高嶺のなでしこ
- Task have Fun
- TEAM SHACHI
- chuLa※
- 月に足跡を残した6人の少女達は一体何を見たのか…※
- テラス×テラス※
- 東京ガールズブラボー※
- 点染テンセイ少女。※
- Drug&Drop※
- ナト☆カン※
- ナナランド
- 浪江女子発組合
- #2i2
- にっぽん！真骨頂
- にっぽんワチャチャ
- NiL
- 脳内パステル
- ノルニル※
- husky
- 花いろは
- Bunny La Crew
- #ババババンビ
- Peel the Apple
- ピコ☆レボ
- Pinky Spice
- FES☆TIVE
- フューチャーサイダー
- FRUIT BOX※
- BABY-CRAYON〜1361〜
- Hey!Mommy!※
- ベンジャス！※
- BOY MEETS HARU
- ほくりくアイドル部
- MyDearDarlin'
- 真っ白なキャンバス
- 松山あおい
- まなびサイト
- 豆柴の大群都内某所 a.k.a. MONSTERIDOL
- miao
- #Mooove!
- メイビーME※
- めとろぽりたん
- momograci
- 夜光性アミューズ
- #よーよーよー
- ラブアグレッション
- ラフ×ラフ
- LIT MOON
- LIMITLESS PINK
- LUNETTA
- ルルネージュ
- わーすた
- ワッツ◎さーくる※
- ワンダーウィード天
- わんふぁす！※
- Onephony

## 2025年
- 日程：10月11・12日

### かがやきフェス Spring 2025
- 日程：4月19・20日
- 会場：Eight Hall，金沢GOLD CREEK、ダブル金沢、REDSUN（19日のみ）、金沢gateBlack（20日のみ）

#### 出演者
計71組
- アイドルカレッジ
- iiiidolll
- I MY ME MINE
- I'mew（あいみゅう）
- IMZip
- アキシブproject
- AsIs
- 雨のち、ハレーション
- unSea
- Ange☆Reve
- 石川元気応援隊 ジャンピン
- いつかの夜に僕たちが、
- 衛星とカラテア
- AiM
- 美味しい曖昧
- OS☆U
- O2
- オカシリゾート
- おちゃメンタル☆パーティー
- お願い!!フルハウス
- 思い出とプレゼント
- オモテカホ
- KAMOがネギをしょってくるッ!!!
- カラフルスクリーム
- 神薙ラビッツ
- 君と見るそら
- 君に、胸キュン。
- Qu♡Aly
- Quubi
- グッドクルー
- KRD8
- さくらいと
- Sweet Alley
- ZooZooZoo
- すーぱーぷーばぁー!!
- スーパーベイビーズ
- すべての瞬間は君だった
- 蒼穹アンブレラ
- W.ダブルヴィー
- ティラミス
- テラテラ
- 点染テンセイ少女。
- 東京CuteCute
- ドレスメイド
- 夏空のオリオン
- ナト☆カン
- 7限目のフルール
- NEO BREAK
- HAPPY CREATORS
- Palette Parade
- ひめもすオーケストラ
- PinkySpice
- ベンジャス!
- BOY MEETS HARU
- ボクセカ
- ほくりくアイドル部
- 蛍
- マジカル・パンチライン
- miao
- みらくらんど
- めとろぽりたん
- Momograci
- YUMEADO CiTRON
- ゆめポケ
- ゆるめるモ!
- LOVE 9 LOVE
- LIT MOON
- Lilys/ash
- Link start
- Loulouchouchou
- わんふぁす!